# 境貴雄
境 貴雄（さかい たかお、1978年10月8日 - ）は、日本の現代美術家、写真家、タレントである。芸能プロダクション「ビッグ・ブッキング・エンターテインメント (株式会社BBE)」所属。横浜美術大学講師。
東京都渋谷区出身。1991年、渋谷区立広尾小学校を卒業。1994年、渋谷区立広尾中学校を卒業。1997年、東京都立羽田高等学校美術コースを卒業。2005年、東京藝術大学美術学部デザイン科を卒業。2007年、同大学院美術研究科修士課程デザイン専攻を修了。2007年より小豆を顔に付けて髭に見立てたファッション『AZURER (アズラー)』のディレクターを務めている。

## 活動の概要
東京藝術大学に在学中より和菓子や小豆を媒体とした作品を発表。作品のジャンルは彫刻、写真を中心に、絵画、映像、ファッション、パフォーマンス、タレント活動と多岐にわたっている。
2005年(大学4年次)に開催されたオオタファインアーツでの展覧会を機に本格的なアーティスト活動をスタート。テレビ番組やトークショーの出演、ラジオ番組のパーソナリティ、雑誌や新聞の連載、伊勢丹やルミネといった商業施設でのイベント、ファッションブランドとのコラボレーションなど、アート界のみならず様々なメディアで活動している。また、ニューヨーク、ロサンゼルス、ロンドン、ソウル、台北、台南、高雄、屏東など、世界各地で展覧会やアズラー撮影会を開催している。
作品のモチーフとなる和菓子は主に小豆、餅や団子、饅頭などの素朴なもの、鯛や花を意匠化した干菓子が中心である。それらを装飾的に貼り付けたり積み上げたりする造形は、邪気を払う呪術的な意味から由来し、社寺にて幸福を祈願するため神仏へ捧げる神饌や供饌、滋賀県に伝わる民俗宗教行事オコナイからの影響が大きい。小豆や和菓子をモチーフとした作品は「魔除けの意匠」を表現している。

## 代表作

### アズラー / AZURER (2007年 - )
小豆を顔に付けて髭に見立てたファッション『AZURER (アズラー)』が日本で流行しているという物語を視覚化させるために、ポートレートを世界へ拡散していくモキュメンタリー。2007年よりポートレートの撮影を開始し、現在までにモデルとして参加した人数は5000名を超えている。インターセクショナリティの観点から、被写体は国籍・人種・民族・宗教・階級・職業・ジェンダー・セクシュアリティ・年齢を問わず、一般人の他に多数の芸能人や著名人も参加している。被写体とのコミュニケーションや対話を重視し、小豆のヒゲによる「魔除けの肖像」を発信することで、差別や暴力にまみれた世界に対する抗いを示している。

### J-SWEETS (2003年 - )
和菓子をモチーフとした立体作品のシリーズ。『アズラー』も元々はこのシリーズから発展した経緯がある。韓国の美術館Gana Art Center、JangHeung Art Park、日本の現代アートコレクター高橋龍太郎の高橋コレクションにも作品が収蔵されている。

### 小豆の生活 / A LIFE OF AZUKI (2012年 - )
クラウドファンディングの手法を用いたプロジェクト。資金提供者から私物を預かり、私物の表面に小豆を埋め尽くし、オーダーメイド作品として仕上げるもので、完成作品の画像と私物にまつわるテキストがウェブサイトに公開されている。
2013年9月には同プロジェクトを伊勢丹新宿本店との共同企画『パーソナル アート パトロン プロジェクト』として立ち上げた。

## アズラーのモデルになった著名人
- マニュエル・ゲッチング (ドイツの音楽家、アシュラのリーダー)
- ハラルド・グロスコフ (ドイツの音楽家、アシュラのメンバー)
- スティーヴ・バルテス (ドイツの音楽家、アシュラのメンバー)
- スティーヴ・ヒレッジ (イギリスの音楽家、ゴング、システム7のメンバー)
- エリオット・シャープ (アメリカの音楽家)
- ベイビーダディ (アメリカの音楽家、シザー・シスターズのメンバー)
- サム・ベネット (アメリカの音楽家)
- チャン・ショウワン (中国の音楽家、Carsick Carsのリーダー)
- サバンナ・リンクス (アメリカの歌手、ファッションモデル)
- ディーン・ニューコム (イギリスのファッションモデル、俳優)
- ジェイミー・レイノ (アメリカの漫画家、ASAHI Pop'n' Press!のナビゲーター、朝日ウィークリーのライター)
- イロナ・ジオク (ドイツのドキュメンタリー映画監督、マニュエル・ゲッチングの妻)
- マーク・ダイサム (イギリスの建築家、建築設計事務所クライン・ダイサム・アーキテクツのメンバー)
- アストリッド・クライン (イタリアの建築家、建築設計事務所クライン・ダイサム・アーキテクツのメンバー)
- リチャード・コーマン (アメリカの写真家)
- マーク・ヴァン・イターソン (オランダのデザイナー、ハイネケンのグローバル・デザイン責任者)
- 篠原アレクサンダー空海 (アメリカの美術家、篠原有司男の息子)
- 美麗本人 (台湾の俳優、YouTuber)
- タモリ (お笑いタレント)
- 城後光義(ホープ) (お笑い芸人、ゆーとぴあのボケ)
- 南部虎弾 (コメディアン、パフォーマー、電撃ネットワークのメンバー)
- 石橋貴明 (お笑いタレント、とんねるずのリーダー)
- 三村マサカズ (お笑い芸人、さまぁ〜ずのツッコミ)
- 田村淳 (お笑いタレント、ロンドンブーツ1号2号のボケ)
- 土田晃之 (お笑い芸人、元U-turnのボケ)
- パークマンサー (お笑いタレント、軟式globeのメンバー)
- 渡辺直美 (お笑い芸人)
- 森山あすか (お笑い芸人)
- はなる (お笑い芸人)
- 前すすむ (お笑い芸人、TOKYO COOL、元こんらんチョップ、元グーとパーのメンバー)
- ランディー・ヲ様 (お笑い芸人、電撃ネットワークJr.のメンバー)
- おやき (お笑い芸人、元電撃ネットワークJr.、元タカダ・コーポレーションのメンバー)
- エイトブリッジ (お笑いコンビ)
- 本田兄妹 (お笑いコンビ)
- がじゅまる (お笑いコンビ)
- 岡田桜井 (お笑いコンビ)
- 川嶋おもち (お笑い芸人、おミュータンツのメンバー)
- 宿野部隆之 (元お笑い芸人、元イヌがニャーと泣いた日のメンバー)
- 武井壮 (タレント)
- 林家たい平 (落語家)
- 三遊亭らっ好 (落語家)
- 伊吹吾郎 (俳優)
- 中村有志 (俳優、パントマイマー、お笑いタレント)
- 勝村政信 (俳優)
- 別所哲也 (俳優、ラジオパーソナリティ)
- 原田龍二 (俳優、タレント)
- 山本卓 (俳優)
- 古田耕子 (女優、声優)
- うえのやまさおり (女優)
- 加藤桃子 (女優)
- 年代果林 (女優)
- 日里麻美 (女優、女子プロレスラー、グラゼニ女子のメンバー)
- Mioko (ファッションモデル、女優)
- 指原莉乃 (アイドル、元HKT48、元AKB48のメンバー)
- 穐田和恵 (アイドル、元SDN48のメンバー)
- たかはしゆい (アイドル、元SDN48のメンバー)
- 夢眠ねむ (アイドル、元でんぱ組.incのメンバー)
- バクステ外神田一丁目 (女性アイドルグループ)
- 水樹たま (グラビアアイドル)
- Pちゃん (グラビアアイドル、元AV女優)
- 小林悠 (TBSテレビのアナウンサー)
- 伊東秀一 (テレビ信州のアナウンサー)
- 東島衣里 (ニッポン放送のアナウンサー)
- 柳井麻希 (フリーキャスター、ラジオパーソナリティ、通訳)
- 小山薫堂 (放送作家、脚本家、ラジオパーソナリティ、株式会社オレンジ・アンド・パートナーズ代表取締役社長、N35 inc代表)
- 倉本美津留 (放送作家、作詞家、脚本家、演出家)
- 華恵 (エッセイスト、モデル)
- 相沢あい (コラムニスト)
- アイビー茜 (占い師)
- 宮田亮平 (工芸家、第22代文化庁長官、第9代東京藝術大学学長)
- 港千尋 (写真家、写真評論家、多摩美術大学美術学部情報デザイン学科教授、第52回ヴェネツィア・ビエンナーレ日本館コミッショナー)
- ハービー・山口 (写真家)
- 山田敦士 (写真家、PHOTOGRAPHERS SUMMIT主宰、SHUTTER magazine編集長)
- フォトグラファーハル (写真家)
- 綾瀬凛 (写真家、タレント)
- AKI INOMATA (現代美術家)
- 石井七歩 (現代美術家)
- 城戸崎和佐 (建築家)
- 金理有 (陶芸家)
- 松村宗亮 (茶道家)
- 山田チカラ (料理人、創作料理店「山田チカラ」オーナーシェフ)
- 田村孝司 (ファッションイベントプロデューサー、東京ガールズコレクション総合演出家、有限会社ドラムカン代表)
- 舘鼻則孝 (ファッションデザイナー、NORITAKA TATEHANAクリエイティブ・ディレクター、レディー・ガガのシューズデザインを手がける)
- 小島穣二 (ジュエリーデザイナー、JOJI KOJIMAクリエイティブ・ディレクター、レディー・ガガのCDジャケットに作品提供)
- 広田理恵 (ファッションデザイナー、ROTARI PARKERアクセサリーデザイナー)
- 中川みどり (スタイリスト)
- 寺井弘典 (クリエイティブ・ディレクター、映像クリエーター、多摩美術大学美術学部情報デザイン学科教授、株式会社ピクス取締役)
- 山本智恵子 (アートディレクター、グラフィックデザイナー)
- 橋本和幸 (空間デザイナー、東京芸術大学美術学部副学部長デザイン科教授)
- 木下史青 (展示デザイナー、東京国立博物館デザイン室長)
- 花井裕一郎 (映像作家、NPO法人オブセリズム代表)
- 半崎信朗 (映像作家、Mr.Childrenの楽曲「常套句」「花の匂い」のミュージック・ビデオ監督)
- 水尻自子 (映像作家、シリプロ主宰)
- 井関修一 (アニメーター、スタジオカラー所属、元ガイナックス所属)
- エルド吉水 (漫画家)
- 芝田優作 (漫画家、週刊少年ジャンプにて「ヨアケモノ」連載)
- 後藤逸平 (漫画家、週刊少年ジャンプにて「ハイファイクラスタ」連載)
- 山科ティナ (漫画家)
- 326 (イラストレーター、詩人)
- 小彩楓 (イラストレーター、タレント)
- 伊勢谷千裕 (物語作家、絵本作家、REBIRTH PROJECT所属、伊勢谷友介の従兄弟)
- 花井悠希 (ヴァイオリニスト、1966カルテットのメンバー)
- 林そよか (作曲家、ピアニスト、アウラ・ヴェーリスのメンバー)
- 小田朋美 (作曲家、ピアニスト、菊地成孔主宰DCPRGのメンバー)
- 田中教順 (ドラマー、DCPRGのメンバー)
- 松岡美弥子 (作曲家、ピアニスト)
- 後藤望友 (作曲家、ピアニスト)
- 寒川晶子 (ピアニスト)
- 松永誠剛 (コントラバス奏者)
- 明日佳 (箏奏者、作曲家、編曲家)
- ヒラサワンダ (作曲家、ギターリスト)
- オラリー (音楽家、バンド片想いのメンバー)
- xiangyu (歌手)
- BIGZAM (ヒップホップMC、NITRO MICROPHONE UNDERGROUNDのメンバー)
- SWAMP (ラッパー、FM KENTOのナビゲーター)
- DJぷりぷり (クラブDJ、イベントプランナー、浅草橋天才算数塾の経営者)
- ハラサオリ (振付家、ダンサー、パフォーマー)
- 中山義隆 (政治家、沖縄県石垣市長)
- 国定勇人 (政治家、元新潟県三条市長)
- 金子恵美 (政治家、元衆議院議員、フリーライター)
- 下田大気 (政治家、武蔵野市議会議員、タクシードライバー、志茂田景樹の次男)
- 遠山正道 (実業家、株式会社スマイルズ代表取締役社長)
- 設楽洋 (実業家、株式会社ビームス、株式会社ビームスクリエイティブ代表取締役社長)
- 松井智則 (実業家、株式会社ワンオー創業者)
- 諏訪光洋 (実業家、株式会社ロフトワーク創業者)
- 林千晶 (実業家、株式会社ロフトワーク創業者)
- 田口弘 (実業家、株式会社エムアウト代表取締役社長、現代美術コレクター)
- 市村次夫 (実業家、株式会社桝一市村酒造場、株式会社小布施堂 代表取締役社長)

## 作風について

### デザイン科出身の影響
アート業界以外のメディアで活動することが多い自身の立ち位置について、2011年にMAGIC ROOM???で開催されたトークショーの中で「美術をやっていない一般の人に、どうやって分かりやすく簡潔に伝えるか、ということをデザイン科で鍛えられた」「デザイン的な考え方だったり、プレゼンテーションということが常に頭の中にある」と語っている。アズラーの表現方法については「アズラーは写真作品として発表している訳じゃない」「ギャラリーで展示して、発表して作品を売るってイメージは全くなくて、モデルさんの依頼が来て、撮りに行って、初めて出会った人と交流があって、コミュニケーションが生まれて、モデルさんは最終的に作品として残る。そのプロセス含めて作品という感覚」と語っており、写真表現が目的ではなく、あくまでもプロジェクト全体が作品であることを強調している。また、表現方法で気になるアーティストはいますか？の質問に対して「立ち位置的にうらやましいのは宇川直宏さん」と答えている。
2011年のウワサノネのインタビューでは「大学入ってデザインの課題でも、あえてデザインの答え方をしなかった。いわゆる優等生的な答えじゃなくて、かといってひねくれすぎず、うまく課題をこなしつつ他の人にない切り口を狙っていた。そういう意識がデザイン科で養われた」「デザイン科の環境の中で、デザインじゃないことをいかに説得力をもって話すか、これが今の基礎になってる」と大学時代を振り返っている。
2012年のマイクロメセナのインタビューでは、今後の展望について「自分はデザイン科出身ということもあり、広告、雑誌、映像、ファッション、舞台、イベント等、あらゆる媒体とのコラボレーションにも柔軟に対応します」と答えている。
2006年のCINRAのインタビューでは「僕の作品ってジャンルがよくわからないんですよ。確かに立体作品だけど彫刻かといわれると、そうでもないし、かといって工芸かといわれるとそれほど職人的じゃない。芸大って伝統があるだけに、色々と制作にも制限が出てきたりするんです。でもデザイン科だということで、そういう位置付けしにくい作品制作も許されているのかもしれないですね」と語っている。

### 肩書きについて
これまでに現代美術家、クリエイティブ・ディレクター、工作和菓子職人などを名乗ったことがあり、紹介されるメディアや状況によって肩書きを使い分けている。アズラーの活動が中心になってからは「アズラー(AZURER) ディレクター」と名乗り、アズラーに関する全てのディレクションを境が一人で行っている。また、アーティスト名は境貴雄の他に、ザ☆グレート甘いマスクマン、さかい菓子総本家、AZUHALA (アズハラ)など別名義で活動したこともある。
2012年に写真イベントPHOTOGRAPHERS SUMMIT 9へ出演した際、自身のプレゼンテーションの冒頭で「僕は写真家ではありません。肩書きは現代美術家です」と語り、写真家と呼ばれることを否定した。
自身のTwitterでは「自分はアズラーのポートレートを撮影しているけど写真家ではない。立体作品を作っているけど彫刻家ではない。デザイン科出身だけどデザイナーにはならなかった。どこにも属してはいないし、すごく中途半端な人間だけど、そんな立ち位置は嫌いじゃない」と呟き、ジャンルレスな自身の立ち位置を強調した。

### 電気グルーヴと伊集院光からの影響
電気グルーヴのデビュー当時からのファンであると公言し、2006年のCINRAのインタビューでは、"シニカルな笑い"の性質を含む自身の作風について、中学生の頃に聞いていたAMの深夜ラジオ番組『電気グルーヴのオールナイトニッポン』と『伊集院光のOh!デカナイト』に起源があり、「深夜ラジオの価値観が今のアイデンティティーのすべてを決定してしまっている」「カセットテープに録音して、テープが擦り切れるくらい何度も何度も、繰り返し聴いていました」と発言している。 雑誌MySpace From JP.やアメリカのウェブサイトART RANTのインタビューでは、影響を受けたアーティストとして電気グルーヴの名前を挙げ、自身のTwitterでは「いつか電気の2人をアズラーにするのが夢です」と呟いたことがある。 ピエール瀧がパーソナリティを務めていたラジオ番組『小島慶子 キラ☆キラ』では、アズラーについて紹介されたこともある。
電気グルーヴの影響によるテクノ好きとしても知られ、石野卓球が主催している屋内レイヴWIREは1999年より皆勤賞であると本人が公言している。 また、電気グルーヴのアルバム『人間と動物』に収録されたWIRE12のライブDVDを観た境は、自身が映っていることを発見し「ヤバい！！WIREのライヴDVDに映ってたww」とTwitterで呟いている。

### 天久聖一とタナカカツキからの影響
漫画家の天久聖一について、自身のTwitterで「バカドリルや味写、電気グルーヴのPVなど、天久氏の作品から受けた影響もかなり大きい」「天久氏をいつかアズラーにするのも夢です」 と呟いている。
2011年にロンドンのICN galleryで開催された展覧会で一緒に参加していた漫画家のタナカカツキについては、同じくTwitterで「バカドリルで育った僕としては、タナカカツキ氏と一緒に名前が載ることだけでも感慨深い」と呟いている。

## エピソード

### マニュエル・ゲッチングとの交流
2008年8月に開催された野外テクノフェスティバル「METAMORPHOSE08」の出演のために来日したクラウトロックのマニュエル・ゲッチング & アシュラをモデルに、ライヴ終了後のバックステージにてアズラーを撮影する。きっかけは、ソーシャル・ネットワーキング・サービスのMySpaceで、マニュエルと境が交流を持ったことが始まりである。メールのやりとりを繰り返し、来日の際に会う約束をして、バックステージでの撮影に至った。現在もアシュラのメンバーとは交流があり、ドラマーのハラルド・グロスコフの公式サイトでは、境が撮影したポートレートが掲載されている。
2010年9月の「METAMORPHOSE10」では、マニュエルと共に来日したゴングやシステム7のスティーヴ・ヒレッジ、フリージャズのギタリストであるエリオット・シャープ、バンドCarsick Carsのチャン・ショウワン、マニュエルの妻でドキュメンタリー映画監督のイロナ・ジオクをモデルに、バックステージで再びアズラーの撮影をした。

### 世界初、Twitterからの落札
2010年2月に株式会社ロフトワークの設立10周年記念パーティで開催されたシンワアートオークションの協力によるチャリティーオークションにて、境の作品が世界で初めてTwitterから落札された。このオークションの模様はUstreamで生中継された。

### ファッション業界との仕事
2011年1月にアクセサリーブランドdicokick、同年6月にアクセサリーブランドROTARI PARKERとのコラボレーションで、アズラーのポートレートが発表された。
2013年3月に東京コレクションで発表されたファッションブランドJUN OKAMOTOの2013-2014 A/W COLLECTIONファッションショーで使用する靴『coffee beans shoes』のアートワークを境が担当。ファッションデザイナー岡本順が作ったストーリー『コーヒーが嫌いな彼女の為の甘い朝食』に合わせて、コーヒー豆をモチーフに制作された。 同年5年にシンガポールで開催されたアジア最大のファッションフェスティバルAudi Fashion Festivalにて再びファッションショーが行われ、『coffee beans shoes』が海外で初披露された。 また、シンガポールのテレビ番組の司会者アニータ・カプールはファッションショーのレポートで「Gotta have those coffee-bean shoes」とコメントしている。 小豆ではなくコーヒー豆をモチーフに制作したことについて境は「実は小豆とコーヒー豆は切っても切れない関係なのです。皆さんはご存知でしょうか。昭和20年代の日本では、コーヒー豆の輸入量が少なかったため、コーヒー豆の代わりに風味の近い小豆を混ぜ、量を増やしていた歴史があります。また、現在でも代用コーヒーとして、小豆の粉末を用いたヤンノーが飲まれています。砂糖の代わりに甘く煮た小豆を入れて、コーヒーを飲ませる喫茶店があるほど相性抜群なのです。つまり、小豆とコーヒー豆は固い絆で結ばれているのです」とコメントしている。
2014年9月に国立代々木競技場で開催されたアッシュ・ペー・フランスが主催する日本最大規模のファッション合同展示会『rooms 29』にてゲストアーティストとして招待され、企画展とアズラー撮影会を実施した。アズラー撮影会にはロンドンブーツ1号2号の田村淳が参加し、田村のインスタグラムにアズラーの姿を投稿した。
2023年6月に台湾のアパレルブランドWODENとコラボレーションし、境のアートワークを使用した商品「WODEN × AZURER 2023 SPRING & SUMMER COLLECTION」を発表。Ｔシャツ、ベスト、ルーズシャツとショートパンツのセットアップ、キャップ、ソックスなどのファッションアイテムから、お香立て、ビールグラス、インスタントカメラなどのオリジナルグッズ、WODENの商品に小豆を施した限定作品が発売された。

### 商業施設でアズラー撮影会
2011、2012、2017年に恵比寿ガーデンプレイス、2013年にルミネ横浜店、伊勢丹新宿本店、2015年に二子玉川ライズ、2016年にカワイイモンスターカフェ、2018年に台北のSOGO百貨でアズラー撮影会を開催した。伊勢丹新宿本店ではコム・デ・ギャルソンとアンダーカバーのショップの間に撮影ブースを設けたが、そのことについて境は「架空のファッションが、リアルなファッションと交わる瞬間」とコメントしている。

### ハラサオリとの共作AZUHALA (アズハラ)
2012年にダンスパフォーマーのハラサオリとの共作「AZUHALA (アズハラ)」の活動を開始。同年8月に開催されたハラサオリの舞台公演HALASAORI Dance Copmany vol.0の終了後、ステージ上にて公開制作を行う。アズラーになってダンスを披露するハラサオリの映像を境が撮影し、同年10月にウェブサイトで映像作品2点が公開された。演奏者として小田朋美(ピアノ)、松岡美弥子(ピアノ)、田中教順(ドラム)も参加し、アズラーの被写体になった。

### ラジオ番組のパーソナリティ
2013年7月からラジオNIKKEI第2で放送が始まったラジオ番組『Groovin’× Groovin’』に、境が帯番組のパーソナリティとしてレギュラー出演。境貴雄やアズラーの概要、小豆や和菓子がモチーフとなった経緯についてフリートークをした。

### ニューヨークでイベント開催
2014年3月にニューヨークでアズラーのイベント『Discovery New York City as an Azurer』を開催。アッシュ・ペー・フランスが運営しているhpgrp GALLERYにてアズラー撮影会を実施し、約130名のニューヨーカーを撮影した。帰国後のインタビューで境は「ニューヨークでのアズラーの反応は予想以上のもので、小豆のヒゲを付けて撮影しませんか？との誘いに対して Sure! と即答で参加してくれる方々ばかり。これは日本では考えられない反応の良さで、とても驚きました」と感想を語っている。

## 略歴

### 受賞
- 「shibuya1000 写真部門」入賞 野村佐紀子、浅田政志 選 (2010年)
- 「タグボート・アワード2009」審査員特別賞 辛美沙賞 (2009年)
- 「シンジュクアートインフィニティ 第4回公募展」入賞 ローラン・グナシア、原久子 選 (2008年)
- 「平山郁夫奨学金賞」受賞 (2004年)

### 作品収蔵先
- Gana Art Center / 韓国
- JangHeung Art Park / 韓国
- 高橋龍太郎コレクション

## イベント
- 『第30回ふれあいふぇすてぃばる / アズラー撮影会』SOGO百貨 / 台北 (2018年)
- 『恵比寿文化祭2017 / アズラー フォトセッション』恵比寿ガーデンプレイス (2017年)
- 『真夏のハロウィン OBAKEの仮装しNight ～地獄篇～』カワイイモンスターカフェ / 原宿 (2016年)
- 『FUTAKOTAMAGAWA ENNICHI ENNICHI by 太陽と星空のサーカス』二子玉川ライズ (2015年)
- 『rooms29』国立代々木競技場第一体育館 (2014年)
- 『Live GirlsArtalk♡2014』AL / 代官山 (2014年)
- 『NEW CITY ART FAIR New York 2014』hpgrp GALLERY / ニューヨーク (2014年)
- 『Discovery New York City as an Azurer』ニューヨーク (2014年)
- 『パーソナル アート パトロン プロジェクト / 小豆の生活』伊勢丹新宿本店 (2013年)
- 『GO! GO! GW! LUMINE YOKOHAMA / アズラー撮影会』ルミネ横浜店 (2013年)
- 『お花見アズラー撮影会』井の頭恩賜公園 / 吉祥寺 (2013年)
- 『CP+ / PHOTOGRAPHERS SUMMIT 番外編』パシフィコ横浜 (2013年)
- 『東京デザイナーズウィーク2012 / PechaKucha Night Special』明治神宮外苑絵画館前 (2012年)
- 『三条マルシェ』一ノ木戸商店街 / 新潟県三条市 (2012年)
- 『恵比寿文化祭2012 / YEBISU ART MARKET』恵比寿ガーデンプレイス (2012年)
- 『HALASAORI Dance Company vol.0 (公開制作)』SARAVAH東京 / 渋谷 (2012年)
- 『PHOTO LOUNGE 5』SARAVAH東京 / 渋谷 (2012年)
- 『すみだ川アートプロジェクト2012 / あ宇。(あうん)』アサヒ・アートスクエア / 浅草 (2012年)
- 『Sweets Party!! with 甘いマスクマンがやってくる！』カオサン東京ゲストハウス  / 浅草 (2012年)
- 『東京ホタル』隅田川テラス (2012年)
- 『PHOTOGRAPHERS SUMMIT 9』Shibuya O-EAST (2012年)
- 『恵比寿文化祭2011 / アズラー撮影会』恵比寿ガーデンプレイス (2011年)
- 『1SS / 境貴雄トークショー』MAGIC ROOM??? / 恵比寿 (2011年)
- 『アースデイ東京 / アズラー写真館』代々木公園 (2011年)
- 『茶屋で和菓子なりきり体験！』R25cafe / 銀座 (2011年)

## 展覧会
- 『一粒紅豆』Kindness Day Hotel / 台南 (2023年)
- 『ようこそ「えんぎやど」へ』澤の屋旅館 / 谷中 (2021年)
- 『FOOD SAMPLE展 ～ザ・リアル～』北アルプス展望美術館 / 長野県 (2018年)
- 『EAT! "Enjoy Art and Table"』スパイラルガーデン / 南青山 (2016年)
- 『おいしい！アートで味わう食の世界』おかざき世界子ども美術博物館 / 愛知県岡崎市 (2014年)
- 『Gana Children's Museum』JangHeung Art Park / ソウル (2013年)
- 『OHAKO』ICN gallery / ロンドン (2011年)
- 『Re:Present』L.A. Mart / ロサンゼルス (2011年)
- 『Wabi Savvy』JAUS / ロサンゼルス (2011年)
- 『shibuya1000』渋谷駅 地下コンコース (2011年)
- 『ながのアートプロジェクト』長野市立櫻ヶ岡中学校 (2008年)
- 『THE BOX SHOP - cool design』KDDI デザイニングスタジオ / 原宿 (2007年)
- 『Fun & Imaginative Art / Delicious Art of Takao Sakai』Jang-Heung Art Park / ソウル (2006年)
- 『Happy Birthday!!』Insa Art Center / ソウル (2006年)
- 『3rd Cutting Edge』Seoul Auction House / ソウル (2006年)
- 『明日はどっちだ』オオタファインアーツ / 六本木 (2005年)